# Cyril Cusack
Pour les articles homonymes, voir Cusack.
Cyril Cusack, né à Durban en Afrique du Sud le 26 novembre 1910, mort à Londres, le 7 octobre 1993, est un acteur irlandais,,.

## Biographie
Cusack naît à Durban, en Afrique du Sud, fils de James Walter Cusack, policier dans l'unité montée et d'Alice Violet (née Cole), actrice et danseuse anglaise. Ses parents divorcent et sa mère l’emmène en Angleterre puis en Irlande.
Cusack est diplômé de l'University College Dublin. En 1932, il rejoint le Abbey Theatre puis le Gate Theatre, apparaissant dans de nombreuses productions notables au fil des ans. En 1947, Cusack fonde sa propre compagnie et monte des productions à Dublin, Paris et New York.
En 1963, il rejoint le Royal Shakespeare Theatre de Londres. La même année, il reçoit le Jacob's Award, le premier prix irlandais de la radio et de la télévision, pour son travail sur le projet Triptych sur RTÉ One.
En 1966 François Truffaut, qui prépare le tournage de Fahrenheit 451, découvre Cyril Cusack dans L'Espion qui venait du froid et l'engage pour jouer le capitaine des pompiers qui brule les livres. Dans ce rôle antipathique il répond aux attentes de Truffaut qui dira de lui : « Il est le comédien le plus inquiet que je connaisse, d'une grande bonté et d'une grande douceur ». 
On lui attribue des diplômes honorifiques en 1977 et 1980 de l'Université nationale d'Irlande et de l'Université de Dublin, respectivement.
La dernière représentation de Cusack fut Les Trois Sœurs de Tchekhov (1990), dans laquelle ses trois filles jouaient les sœurs.
En octobre 1993, Cusack décède à son domicile à l'âge de 82 ans, d'une sclérose latérale amyotrophique, un mois avant son 83e anniversaire.

## Vie privée
Cyril Cusack est le père de six enfants dont les actrices irlandaises Sinéad Cusack qui est l'épouse de l'acteur Jeremy Irons et Sorcha Cusack, dont la mère était l'actrice irlandaise Maureen Cusack.

## Filmographie
- 1918 : Knocknagow de Fred O'Donovan : Mick Brian's son
- 1938 : St. Patrick's Day (TV)
- 1941 : Inspector Hornleigh Goes To It (en) de Walter Forde : Postal Sorter
- 1941 : Once a Crook (en) de Herbert Mason : Bill Hopkins
- 1947 : Huit Heures de sursis (Odd Man Out) de Carol Reed : Pat
- 1948 : Once a Jolly Swagman (en) de Jack Lee : Duggie
- 1948 : Esther Waters (en) de Ian Dalrymple : Fred
- 1948 : L'Évadé de Dartmoor (Escape) de Joseph L. Mankiewicz : Rodgers
- 1949 : La Mort apprivoisée (The Small Back Room) de Michael Powell et Emeric Pressburger : Cpl. Taylor
- 1949 : All Over the Town de Derek Twist : Gerald Vane
- 1949 : Le Lagon bleu de Frank Launder : James Carter
- 1950 : Le Chevalier de Londres (The Elusive Pimpernel) de Michael Powell et Emeric Pressburger : Chauvelin
- 1950 : La Renarde (Gone to Earth) Michael Powell et Emeric Pressburger : Edward Marston
- 1951 : Trois Troupiers (Soldiers Three) de Tay Garnett : Pvt. Dennis Malloy
- 1951 : L'Énigme du lac noir (The Secret of Convict Lake), de Michael Gordon : Edward 'Limey' Cockerell
- 1951 : La Femme au voile bleu (The Blue Veil), de Curtis Bernhardt : Frank Hutchins
- 1952 : The Wild Heart (réédition de "La Renarde" sous un autre titre) : Edward Marston
- 1953 : Saadia de Albert Lewin : Khadir
- 1954 : The Last Moment
- 1954 : Destination Milan
- 1955 : The March Hare de George More O'Ferrall : Lazy Mangan
- 1955 : Passage Home de Roy Baker : Bohannon
- 1956 : L'Homme qui n'a jamais existé (The Man Who Never Was) de Ronald Neame : Taxi driver
- 1956 : Jacqueline de Roy Baker : Mr. Flannagan
- 1956 : The Man in the Road de Lance Comfort : Dr. Kelly
- 1957 : The Spanish Gardener de Philip Leacock : Garcia
- 1957 : Ill Met by Moonlight de Michael Powell et Emeric Pressburger  : Captain Sandy Rendel
- 1957 : Aventure à Soho (Miracle in Soho) de Julian Amyes : Sam Bishop
- 1957 : Quand se lève la lune (The Rising of the Moon) de John Ford : Inspecteur Michael Dillon
- 1958 : Inspecteur de service (Gideon's Day) de John Ford : Herbert 'Birdie' Sparrow
- 1958 : Froid dans le dos (Floods of Fear) de Charles Crichton : Peebles
- 1959 : L'Épopée dans l'ombre (Shake Hands with the Devil) de Michael Anderson : Chris Noonan
- 1959 : The Moon and Sixpence (TV) : Dr. Coutras
- 1960 : Les Combattants de la nuit (A Terrible Beauty) de Tay Garnett : Jimmy Hannafin
- 1961 : The Power and the Glory (TV) : Tench
- 1961 : Johnny Nobody de Nigel Patrick : Prosecuting Counsel O'Brien
- 1962 : Les Femmes du général (Waltz of the Toreadors) de John Guillermin : Dr. Grogan
- 1962 : Choc en retour (I Thank a Fool) de Robert Stevens : Captain Ferris
- 1963 : 80,000 Suspects de Val Guest : Father Maguire
- 1965 : I Was Happy Here de Desmond Davis : Hogan
- 1965 : L'Espion qui venait du froid (The Spy Who Came in from the Cold) de Martin Ritt : Control
- 1966 : Passeport pour l'oubli (Where the Spies Are) de Val Guest : Rosser
- 1966 : Fahrenheit 451 de Francois Truffaut : The Captain
- 1967 : La Mégère apprivoisée (The Taming of the Shrew) de Franco Zeffirelli : Grumio
- 1967 : Dial M for Murder  (TV) : Chief Insp. Hubbard
- 1967 : Œdipe roi (Oedipus the King) de Philip Saville : Messenger
- 1968 : Galileo de Liliana Cavani : Galilée
- 1969 : David Copperfield (en) (TV) : Barkis
- 1970 : Country Dance de Jack Lee Thompson : Dr. Maitland
- 1970 : Tam Lin (The Ballad Of Tam Lin) de Roddy McDowall : Vicar Julian Ainsley
- 1971 : King Lear de Peter Brook : Albany
- 1971 : Sacco et Vanzetti (Sacco e Vanzetti) de Giuliano Montaldo : Frederick Katzmann
- 1971 : Harold et Maude (Harold and Maude) de Hal Ashby : Glaucus
- 1972 : Maintenant, on l'appelle Plata (Più forte, ragazzi!) de Giuseppe Colizzi : Mad man
- 1972 : Clochemerle (série TV) : Mayor Barthelemy Piechut
- 1972 : Société anonyme anti-crime (La Polizia ringrazia) de Steno : Stolfi
- 1972 : Poet Game (TV)
- 1972 : The Golden Bowl (feuilleton TV) : Bob Assingham / Narrator
- 1972 : Them (série TV) : Coat Sleeves
- 1972 : L'Empire du crime (La Mala ordina) : Corso
- 1972 : The Hands of Cormac Joyce (TV) : Mr. Reece
- 1973 : La Fureur d'un flic (La Mano spietata della legge) : The Judge
- 1973 : Chacal (The Day of the Jackal) de Fred Zinnemann : The Gunsmith
- 1973 : The Homecoming de Peter Hall : Sam, brother of Max
- 1973 : ITV Saturday Night Theatre (série TV) : Father Manus
- 1974 : Il venditore di palloncini de Mario Gariazzo : Balloon Vendor
- 1974 : Joe et Margherito (Arrivano Joe e Margherito) de Giuseppe Colizzi : Parkintosh
- 1974 : Terreur sur le Britannic (Juggernaut) de Richard Lester : Major O'Neill
- 1974 : The Abdication de Anthony Harvey : Oxenstierna
- 1975 : Children of Rage de Arthur Allan Seidelman : David's father
- 1976 : La Peur règne sur la ville (Paura in città) de Giuseppe Rosati : Giacomo Masoni
- 1977 : Jésus de Nazareth ("Jesus of Nazareth") (feuilleton TV) : Yehuda the Rabbi
- 1978 : Les Misérables (TV) : Fauchelevent
- 1978 : Poitín de Bob Quinn : Mícheál, a poitín-maker
- 1980 : Strumpet City (série TV) : Father Giffley
- 1980 : Cry of the Innocent (TV) : Tom Moloney
- 1981 : Andrina
- 1981 : Maybury (feuilleton TV) : Mac
- 1981 : Sanglantes Confessions (True Confessions) de Ulu Grosbard : Cardinal Danaher
- 1981 : Lovespell de Tom Donovan
- 1982 : The Ballroom of Romance de Pat O'Connor : Mr. Dwyer
- 1982 : The Outcasts (en) de Robert Wynne Simmons : Myles Keenan
- 1982 : The Neighbour Downstairs (TV)
- 1982 : The Ghost Downstairs (TV) : Mr. Fishbane
- 1983 : Glenroe (série TV) : Uncle Peadar
- 1983 : The Kingfisher (TV) : Hawkins
- 1983 : Don Camillo de Terence Hill : Bishop
- 1983 : Death of an Expert Witness (feuilleton TV) : Mr. Lorimer
- 1983 : One of Ourselves (TV)
- 1983 : The Comedy of Errors (TV) : Aegeon
- 1983 : Wagner (feuilleton TV) : Sulzer
- 1984 : Oedipus the King (TV) : Priest
- 1984 : Two by Forsyth (TV)
- 1984 : 1984 (Nineteen Eighty-Four) de Michael Radford : Charrington
- 1985 : Dublin Murders
- 1985 : Le Docteur Fischer de Genève (Dr. Fischer of Geneva) (TV) : Steiner
- 1987 : La Petite Dorrit (Little Dorrit) : Frederick Dorrit
- 1988 : Menace Unseen (TV)
- 1988 : Le Dixième Homme (The Tenth Man) (TV) : The Priest
- 1989 : Danny, le champion du monde : Doc Spencer
- 1989 : My left foot: L'histoire de Christy Brown (My Left Foot) de Jim Sheridan : Lord Castlewelland
- 1990 : The Fool de Christine Edzard : The Ballad Seller
- 1992 : Memento Mori (TV) : Percy Mannering
- 1992 : Horizons lointains (Far and Away) de Ron Howard : Danty Duff
- 1992 : As You Like It de Christine Edzard : Adam
- 1992 : Les Aventures du jeune Indiana Jones (TV) : Georges Clemenceau